# Meghan Andrews
Meghan Andrews (* 2. September 1979 in New York City, New York) ist eine US-amerikanische Schauspielerin.

## Karriere
Im Jahr 1990 erhielt sie im Zeichentrickfilm Earthday Birthday eine Sprechrolle. Anschließend verkörperte sie in elf Folgen der Serie The Baby-Sitters Club die Rolle der Mallory Pike. In zwölf Folgen der Situation-Comedy-Show Der Chaos-Clan spielte sie die Rolle Beauty Weed. Für diese Leistung wurde sie für einen Young Artist Award im Jahr darauf nominiert. In der ersten Folge der sechsten Staffel von Law & Order stand sie in einer kleinen Rolle vor der Kamera. Von 2004 bis 2005 trat sie in zwei Episoden der Seifenoper Springfield Story als Tara Ledom auf. Im Jahr 2007 folgte ein Gastauftritt im Ableger von Law & Order, Criminal Intent – Verbrechen im Visier. Im Sci-Fi-Thriller Der Plan von George Nolfi spielte Andrews eine Empfangskraft. Dabei ist sie neben Matt Damon und Emily Blunt zu sehen. Im gleichen Jahr spielte sie die Rolle der Jill in der Krimiserie Justified.
Neben ihrer Tätigkeit in Filmen und Fernsehserien, spielte Meghan Andrews auch am Off-Broadway in Stücken wie Clocks and Whistles (2006) die weibliche Hauptrolle oder am Broadway in dem Stück Frost/Nixon (2007) mit Frank Langella und Michael Sheen.
Neben der Schauspielerei brachte Meghan Andrews im Jahr 2006 eine Musik-CD heraus. Dabei singt sie die Lieder in Folk.

## Filmografie (Auswahl)
- 1990–1993: The Baby-Sitters Club (Fernsehserie, elf Folgen)
- 1991: Der Chaos-Clan (Flesh 'n' Blood, Fernsehserie, zwölf Folgen)
- 1996: Law & Order (Fernsehserie, Folge 6x01 Corpus Delicti)
- 2004–2005: Springfield Story (Guiding Light, Fernsehserie, zwei Folgen)
- 2007: Criminal Intent – Verbrechen im Visier (Law & Order: Criminal Intent, Fernsehserie, Folge 7x04 Lonelyville)
- 2011: Der Plan (The Adjustment Bureau)
- 2011: Justified (Fernsehserie, Folge 2x07 Save My Love)